# Смулевич, Анатолий Болеславович
Анато́лий Болесла́вович Смуле́вич (15 апреля 1931, Москва — 2 февраля 2025) — советский и российский врач-психиатр, психофармаколог, доктор медицинских наук, профессор, академик РАМН (2000), заслуженный деятель науки РФ (2001), заведующий отделом НЦПЗ РАМН.

## Биография
Анатолий Смулевич родился 15 апреля 1931 года в Москве в семье врачей. Его отец, Болеслав Яковлевич Смулевич, был профессором медицины, специалистом в области социальной гигиены и демографии, мать — психиатром, кандидатом медицинских наук. В 1955 году окончил Первый Московский Ордена Ленина медицинский институт имени И. М. Сеченова и начал работать врачом-ординатором Московской областной психиатрической больницы № 2 имени В. И. Яковенко.
В 1958 году Анатолий Смулевич поступил в аспирантуру кафедры психиатрии Центрального института усовершенствования врачей (ЦОЛИУВ, в настоящее время — РМАПО). Темой его кандидатской диссертации стала проблема нервно-психических осложнений, возникающих при лечении нейролептиками.
После защиты кандидатской диссертации в 1961 году А. Б. Смулевич продолжил работать в Институте психиатрии АМН СССР (в настоящее время НЦПЗ РАМН): с 1962 года — младшим, а затем (по 1972 год) — старшим научным сотрудником. В 1972 году А. Б. Смулевич утвержден в должности руководителя отдела эпидемиологии неврозов и психозов, а с мая 1973 года — в должности руководителя клинического отделения малопрогредиентных форм эндогенных психических заболеваний и пограничных психических расстройств (с 1995 года — отдел по изучению пограничной психической патологии и психосоматических расстройств).
А. Б. Смулевич был активным участником российских и международных форумов психиатров. В 1997 году избран членом-корреспондентом, а в 2000 году — действительным членом РАМН (c 2013, после реформы академий наук, — РАН). Являлся членом президиума Российского общества психиатров, членом президиума Фармакологического комитета РФ, Нью-Йоркской академии наук, входил в Совет старейшин Сеченовского университета.
В 2001 году А. Б. Смулевичу присвоено звание заслуженного деятеля науки РФ.
Умер 2 февраля 2025 года в возрасте 93 лет. Похоронен в Москве на Рогожском кладбище.

## Научные работы
Докторская диссертация А. Б. Смулевича называлась «Паранойяльная форма шизофрении и проблемы паранойи», защищена в 1968 году. На её основе в 1972 году им была выпущена монография «Проблемы паранойи (паранойяльные состояния при эндогенных и органических заболеваниях)», впоследствии переведенная на немецкий язык. В 1976 году А. Б. Смулевичу присвоено звание профессора. Смулевич стал автором 17 монографий и около 300 других публикаций (в их числе главы и разделы в трёх изданиях «Руководств по психиатрии», справочниках и учебных пособиях, статьи в энциклопедиях и ведущих научных журналах).
Смулевич является одним из представителей школы А. В. Снежневского, автора концепции шизофрении, обусловившей её расширительную диагностику. А. Б. Смулевичу принадлежит немало работ на тему вялотекущей (малопрогредиентной) шизофрении. Так, для монографии А. Б. Смулевича «Малопрогредиентная шизофрения и пограничные состояния» характерна направленность, присущая московской школе психиатрии в целом: сближение вялотекущей шизофрении и пограничных состояний.
Ряд известных психиатров, в том числе западных, критиковали концепцию вялотекущей шизофрении московской школы и отмечали, что применение данной концепции приводило к политическим злоупотреблениям:259. Отмечалось также, что вялотекущая шизофрения могла выставляться не только политическим инакомыслящим, но и людям, страдающим пограничными нарушениями (невротическими расстройствами, личностными и т. п). Известный психиатр, президент Независимой психиатрической ассоциации Ю. С. Савенко назвал Смулевича «главным идеологом расширительной диагностики вялотекущей шизофрении и паранойяльного (бредового) развития личности». На съезде Независимой психиатрической ассоциации говорилось, что вялотекущая шизофрения превратилась в удобный для выставления диссидентам диагноз благодаря стараниям эпигонов школы Снежневского — прежде всего Смулевича. Савенко также упоминает, что монография «Проблема паранойи» сыграла большую роль в «грубо расширительной диагностике паранойяльного бреда».
А. Б. Смулевич обратился к решению ряда дискуссионных проблем современной клинической психиатрии — ипохондрии, астении, тревожных, аффективных, личностных, психосоматических расстройств. В этих работах им представлен анализ широко распространённых и диагностически сложных форм психической патологии, анализируются вопросы психопатологической квалификации, дифференциальной диагностики, обобщаются стратегии лечения и реабилитации.
В числе научных трудов Смулевича выделяют монографии, посвященные проблеме депрессий. Этот цикл исследований, в котором нашла выражение идея широкого участия специалистов общей медицины в процессе диагностики и лечения депрессий, представляет собой исчерпывающее практическое руководство для врачей различных специальностей. Под руководством и при консультировании А. Б. Смулевича подготовлено 52 кандидата и 9 докторов медицинских наук. В 1999 году он возглавил курс психоневрологии ФППО при кафедре неврологии ММА имени И. М. Сеченова, получивший с 2000 года статус самостоятельной кафедры психиатрии и психосоматики.
Исследования в области психосоматики, базирующиеся на клиническом материале, выполнены не только на базе созданного в 1997 году по инициативе А. Б. Смулевича межклинического психосоматического отделения при клинике кардиологии ММА имени И. М. Сеченова, но и в содружестве со специалистами других ведущих учреждений общемедицинского профиля (отдел кардиологии НИЦ, клиника факультетской терапии, кафедра кожных и венерических болезней, кафедра социальной медицины и организации здравоохранения ММА имени И. М. Сеченова, лаборатория хрономедицины и клинических проблем гастроэнтерологии РАМН, Гематологический научный центр РАМН, Российский научный центр хирургии). При участии А. Б. Смулевича организованы и функционируют новые формы специализированной психиатрической помощи, приближённой к населению.

## Основные труды
- Смулевич А. Б. Депрессии в общей медицине. — М.: Медицинское информационное агентство, 2001.
- Смулевич А. Б. Депрессии при соматических и психических заболеваниях. — М.: Медицинское информационное агентство, 2003.
- Смулевич А. Б., Сыркин А. Л. Психокардиология. — М.: Медицинское информационное агентство, 2005.
- Смулевич А. Б. Расстройства личности. — М.: Медицинское информационное агентство, 2007.
- Смулевич А. Б. Психопатология личности и коморбидных расстройств. — М.: МЕДпресс-информ, 2009.
- Смулевич А. Б. Малопрогредиентная шизофрения и пограничные состояния. — М.: МЕДпресс-информ, 2009.
- Смулевич А. Б. Психические расстройства в клинической практике. — М.: МЕДпресс-информ, 2011.
- Смулевич А. Б., Львов А. Н., Иванов О. Л. Патомимии. Психопатология аутоагрессии в дерматологической практике. — М.: Медицинское информационное агентство, 2012.
- Смулевич А. Б. Расстройства личности. Траектория в пространстве психической и соматической патологии. — М.: Медицинское информационное агентство, 2012.